# 밴텀급 (종합격투기)
밴텀급(Bantamweight)은 단체에 따라 다양한 체급을 가리킨다:
- 로드 FC의 밴텀급은 61.5 kg (135.6 lb) 이하의 체급이다.
- UFC의 밴텀급은  57.3 ~ 61 kg (126 ~ 135 lb)의 체급이다.
- 원 챔피언십의 밴텀급은 65 kg (143.3 lb) 이하의 체급이다.

## 설명
밴텀급은 플라이급과 페더급 사이의 체급을 말한다. 체급 표준화로 인해 많은 미국의 종합격투기 웹사이트가 57 ~ 61 kg (126 ~ 135 lb)을 밴텀급으로 여기고 있다. 네바다주 체육 위원회가 정한 밴텀급 체중 상한은 61 kg (135 lb)이다.

## 프로페셔널 챔피언

### 현재 챔피언
이 표는 항상 최신이 아니다. 마지막 업데이트 날짜는 2024년 3월 15일이다.
남성부:
| 단체         | 벨트 획득일      | 챔피언              | 기록            | 방어 횟수 |
| ------------ | ---------------- | ------------------- | --------------- | --------- |
| 로드 FC      | 2019년 2월 24일  | 김민우              | 9-2-0           | 0         |
| UFC          | 2023년 8월 19일  | 션 오말리           | 18-1 (12KO)     | 1         |
| 벨라토르 MMA | 2017년 10월 6일  | 다리온 콜드웰       | 11-1 (1KO 4SUB) | 0         |
| PFL          | 2017년 3월 18일  | 벡불랏 마고메도프   | 19-1 (8KO 3SUB) | 0         |
| 원 챔피언십  | 2013년 10월 18일 | 비비아노 페르난데스 | 21-3 (2KO 7SUB) | 6         |

여성부:
| 단체      | 벨트 획득일     | 챔피언          | 기록              | 방어 횟수 |
| --------- | --------------- | --------------- | ----------------- | --------- |
| UFC       | 2016년 7월 9일  | 아만다 누네스   | 14-4 (10KO 3SUB)  | 2         |
| 인빅타 FC | 2017년 8월 31일 | 야나 쿠니스카야 | 10-3-1 (7KO 1SUB) | 0         |

## 같이 보기
- 로드 FC 챔피언 목록

## 참조
1. ↑  “Nevada Revised Statutes: CHAPTER 467 - UNARMED COMBAT”. 《http://www.leg.state.nv.us》 (영어). 2007년 2월 20일에 확인함. |work=에 외부 링크가 있음 (도움말)